# 莫莱姆
莫莱姆（法語：Molesme，法語發音：[mɔlɛm]）是法国科多尔省的一个市镇，属于蒙巴尔区。

## 地理
莫莱姆（47°56'6"N, 4°21'25"E）面积28.42 平方千米，位于法国勃艮第-弗朗什-孔泰大區科多尔省，该省份为法国中东部省份，北起奥布省，西接涅夫勒省和约讷省，南至索恩-卢瓦尔省，东南接汝拉省，东临上索恩省，东北部与上马恩省接壤。
与莫莱姆接壤的市镇（或旧市镇、城区）包括：布拉日洛涅-博瓦尔、塞纳河畔米西、莱里塞、拉雷、韦尔托、维勒迪约、布伊、戈梅维尔。

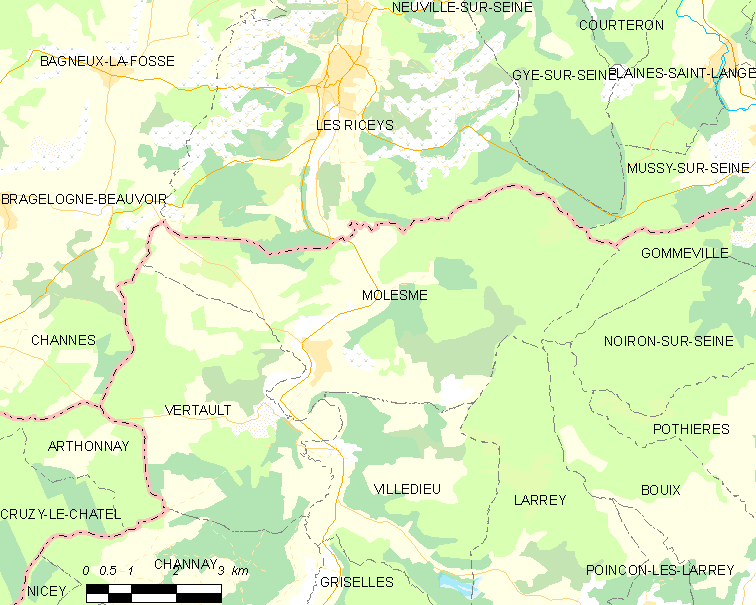
莫莱姆的OSM定位图

莫莱姆的时区为UTC+01:00、UTC+02:00（夏令时）。

## 行政
莫莱姆的邮政编码为21330，INSEE市镇编码为21419。

## 政治
莫莱姆所属的省级选区为塞纳河畔沙蒂永县。

## 人口

1962-2008年间莫莱姆人口变化图示

莫莱姆于2022年1月1日时的人口数量为274人。